# Associazione Calcio Fiorentina 1978-1979
Questa voce raccoglie le informazioni riguardanti l'Associazione Calcio Fiorentina nelle competizioni ufficiali della stagione 1978-1979.

## Stagione

Il regista Luciano Bruni, promosso in prima squadra dal settore giovanile: soprannominato il «nuovo De Sisti», non saprà confermare le attese.

Il nuovo presidente Rodolfo Melloni cercò di allestire una squadra più competitiva, dopo i risultati negativi dell'anno precedente. Furono acquistati il difensore Roberto Galbiati, il centrocampista Mauro Amenta e l'attaccante Dino Pagliari, mentre tornarono in viola Giuseppe Lelj e Maurizio Restelli.
L'allenatore Paolo Carosi lanciò i giovani Luciano Venturini, Luciano Bruni e Armando Ferroni, mentre il giocatore più influente dell'anno fu Ezio Sella; Giancarlo Antognoni non rese come al solito per vari problemi fisici.
In campionato mancò continuità di risultati: tra un buon inizio e un'ottima fine di torneo ci furono, per contraltare, le brutte prestazioni fornite tra la 13ª e la 20ª giornata, periodo in cui i viola raccolsero solamente 3 punti. Il sesto posto finale venne accolto comunque come un buon auspicio per gli anni a venire.
Curiosamente, dei 5 rigori avuti a favore, i calciatori viola non ne realizzarono nessuno; in Coppa Italia la viola fu eliminata al primo turno, giungendo seconda nel proprio girone alle spalle della Juventus.

## Divise
| Casa | Trasferta |  |

## Organigramma societario
Area direttiva
- Presidente: Rodolfo Melloni
- Segretario: Raffaele Righetti

Area tecnica
- Direttore sportivo: Franco Manni
- Allenatore: Paolo Carosi
- Allenatore in seconda: Pietro Biagioli
- Allenatore Primavera: Nené

Area sanitaria
- Medico sociale: Franco Latella
- Massaggiatore: Ennio Raveggi

## Rosa
| N. |                   | Ruolo | Calciatore                     |
| -- | ----------------- | ----- | ------------------------------ |
|    | Italia (bandiera) | P     | Pietro Carmignani              |
|    | Italia (bandiera) | P     | Giovanni Galli                 |
|    | Italia (bandiera) | P     | Mario Paradisi                 |
|    | Italia (bandiera) | D     | Armando Ferroni (II)           |
|    | Italia (bandiera) | D     | Roberto Galbiati               |
|    | Italia (bandiera) | D     | Giancarlo Galdiolo             |
|    | Italia (bandiera) | D     | Giuseppe Lelj                  |
|    | Italia (bandiera) | D     | Marco Marchi                   |
|    | Italia (bandiera) | D     | Paolo Misuri                   |
|    | Italia (bandiera) | D     | Alessio Tendi                  |
|    | Italia (bandiera) | C     | Mauro Amenta                   |
|    | Italia (bandiera) | C     | Giancarlo Antognoni (Capitano) |

| N. |                   | Ruolo | Calciatore         |
| -- | ----------------- | ----- | ------------------ |
|    | Italia (bandiera) | C     | Piero Braglia      |
|    | Italia (bandiera) | C     | Luciano Bruni      |
|    | Italia (bandiera) | C     | Antonio Di Gennaro |
|    | Italia (bandiera) | C     | Andrea Orlandini   |
|    | Italia (bandiera) | C     | Maurizio Restelli  |
|    | Italia (bandiera) | C     | Paolo Rosi         |
|    | Italia (bandiera) | C     | Luigi Sacchetti    |
|    | Italia (bandiera) | A     | Claudio Desolati   |
|    | Italia (bandiera) | A     | Dino Pagliari (I)  |
|    | Italia (bandiera) | A     | Ezio Sella         |
|    | Italia (bandiera) | A     | Luciano Venturini  |

## Risultati

### Serie A

#### Girone di andata
| Arbitro: | Benedetti (Roma) |

|              |           |                   |
| P. Pulici 1’ | Marcatori | 4’ (aut.) Mozzini |

| Arbitro: | Barbaresco (Cormons) |

|                     |           |                |
| Di Gennaro 32’, 86’ | Marcatori | 14’ G. Savoldi |

| Arbitro: | Michelotti (Parma) |

|                    |           |  |
| Casarsa 57’ (rig.) | Marcatori |  |

| Arbitro: | D'Elia (Salerno) |

|                           |           |  |
| Amenta 12’ Sella 53’, 85’ | Marcatori |  |

| Arbitro: | Ciulli (Roma) |

|                               |           |            |
| Minoia 5’ Bigon 16’, 39’, 80’ | Marcatori | 29’ Amenta |

| Arbitro: | Lattanzi (Roma) |

|            |           |  |
| Amenta 87’ | Marcatori |  |

| Catanzaro 12 novembre 1978 7ª giornata | Catanzaro      | 0 – 0 | Fiorentina | Stadio Militare\| Arbitro: \| Pieri (Genova) \| |
| Arbitro:                               | Pieri (Genova) |       |            |                                                 |

| Arbitro: | Menegali (Roma) |

|                |           |  |
| Di Gennaro 50’ | Marcatori |  |

| Arbitro: | Prati (Parma) |

|           |           |                 |
| Reali 53’ | Marcatori | 73’ D. Pagliari |

| Firenze 3 dicembre 1978 10ª giornata | Fiorentina       | 0 – 0 | Lanerossi Vicenza | Stadio Comunale\| Arbitro: \| Benedetti (Roma) \| |
| Arbitro:                             | Benedetti (Roma) |       |                   |                                                   |

| Arbitro: | Mattei (Macerata) |

|                        |           |  |
| Galdiolo 71’ Sella 80’ | Marcatori |  |

| Bergamo 17 dicembre 1978 12ª giornata | Atalanta      | 0 – 0 | Fiorentina | Stadio Comunale\| Arbitro: \| Longhi (Roma) \| |
| Arbitro:                              | Longhi (Roma) |       |            |                                                |

| Arbitro: | Lattanzi (Roma) |

|  |           |            |
|  | Marcatori | 59’ Scirea |

| Arbitro: | Benedetti (Roma) |

|                         |           |          |
| Quadri 34’ Bellotto 85’ | Marcatori | 6’ Sella |

| Arbitro: | Mattei (Macerata) |

|              |           |                |
| Desolati 63’ | Marcatori | 3’, 36’ Muraro |

#### Girone di ritorno
| Firenze 28 gennaio 1979 16ª giornata | Fiorentina                   | 0 – 0 | Torino | Stadio Comunale\| Arbitro: \| Agnolin (Bassano del Grappa) \| |
| Arbitro:                             | Agnolin (Bassano del Grappa) |       |        |                                                               |

| Napoli 4 febbraio 1979 17ª giornata | Napoli        | 0 – 0 | Fiorentina | Stadio San Paolo\| Arbitro: \| Prati (Parma) \| |
| Arbitro:                            | Prati (Parma) |       |            |                                                 |

| Arbitro: | D'Elia (Salerno) |

|          |           |                   |
| Sella 9’ | Marcatori | 21’ W. Speggiorin |

| Arbitro: | Barbaresco (Cormons) |

|                                                   |           |  |
| Giordano 55’, 60’ Galbiati 70’ (aut.) D'Amico 83’ | Marcatori |  |

| Arbitro: | Benedetti (Roma) |

|                            |           |                              |
| Lelj 44’ Baresi 65’ (aut.) | Marcatori | 5’ A. Maldera 35’, 53’ Bigon |

| Bologna 11 marzo 1979 21ª giornata | Bologna       | 0 – 0 | Fiorentina | Stadio Comunale\| Arbitro: \| Longhi (Roma) \| |
| Arbitro:                           | Longhi (Roma) |       |            |                                                |

| Arbitro: | D'Elia (Salerno) |

|                 |           |             |
| D. Pagliari 55’ | Marcatori | 32’ Palanca |

| Arbitro: | Prati (Parma) |

|  |           |                       |
|  | Marcatori | 11’ (aut.) Massimelli |

| Arbitro: | Barbaresco (Cormons) |

|          |           |  |
| Sella 8’ | Marcatori |  |

| Arbitro: | Ciulli (Roma) |

|  |           |                  |
|  | Marcatori | 82’ L. Venturini |

| Arbitro: | Pieri (Genova) |

|                   |           |            |
| Di Bartolomei 50’ | Marcatori | 60’ Amenta |

| Arbitro: | Prati (Parma) |

|  |           |              |
|  | Marcatori | 40’ A. Scala |

| Arbitro: | Terpin (Trieste) |

|           |           |                 |
| Verza 23’ | Marcatori | 62’ D. Pagliari |

| Arbitro: | Barbaresco (Cormons) |

|           |           |  |
| Sella 25’ | Marcatori |  |

| Arbitro: | Ciulli (Roma) |

|           |           |                        |
| Muraro 9’ | Marcatori | 18’ Sella 75’ Restelli |

### Coppa Italia

#### Primo Girone
| Arbitro: | D'Elia (Salerno) |

|              |           |                 |
| Selvaggi 85’ | Marcatori | 18’ D. Pagliari |

| Arbitro: | Celli (Trieste) |

|                                  |           |                |
| Amenta 32’ (rig.) Sella 57’, 89’ | Marcatori | 61’, 67’ Penzo |

| Firenze 3 settembre 1978 3ª giornata | Fiorentina    | 0 – 0 | Juventus | Stadio Comunale\| Arbitro: \| Ciulli (Roma) \| |
| Arbitro:                             | Ciulli (Roma) |       |          |                                                |

| Nocera Inferiore 10 settembre 1978 4ª giornata | Nocerina        | 0 – 0 | Fiorentina | Stadio San Francesco d'Assisi\| Arbitro: \| Lattanzi (Roma) \| |
| Arbitro:                                       | Lattanzi (Roma) |       |            |                                                                |

| 17 settembre 5ª giornata |  | – Turno riposo Fiorentina |  |  |

## Statistiche

### Statistiche di squadra
| Competizione | Punti | In casa | In casa | In casa | In casa | In casa | In casa | In trasferta | In trasferta | In trasferta | In trasferta | In trasferta | In trasferta | Totale | Totale | Totale | Totale | Totale | Totale | DR |
| Competizione | Punti | G       | V       | N       | P       | Gf      | Gs      | G            | V            | N            | P            | Gf           | Gs           | G      | V      | N      | P      | Gf     | Gs     | DR |
| ------------ | ----- | ------- | ------- | ------- | ------- | ------- | ------- | ------------ | ------------ | ------------ | ------------ | ------------ | ------------ | ------ | ------ | ------ | ------ | ------ | ------ | -- |
| Serie A      | 32    | 15      | 7       | 4       | 4       | 16      | 10      | 15           | 3            | 8            | 4            | 10           | 16           | 30     | 10     | 12     | 8      | 26     | 26     | 0  |
| Coppa Italia |       | 2       | 1       | 1       | 0       | 3       | 2       | 2            | 0            | 2            | 0            | 1            | 1            | 4      | 1      | 3      | 0      | 4      | 3      | +1 |
| Totale       |       | 17      | 8       | 5       | 4       | 19      | 12      | 17           | 3            | 10           | 4            | 11           | 17           | 34     | 11     | 15     | 8      | 30     | 29     | +1 |

### Statistiche dei giocatori
A completamento delle statistiche sono da considerare 3 autogol a favore dei viola in campionato.
| Giocatore       | Serie A  | Serie A | Serie A     | Serie A    | Coppa Italia | Coppa Italia | Coppa Italia | Coppa Italia | Totale   | Totale | Totale      | Totale     |
| Giocatore       | Presenze | Reti    | Ammonizioni | Espulsioni | Presenze     | Reti         | Ammonizioni  | Espulsioni   | Presenze | Reti   | Ammonizioni | Espulsioni |
| --------------- | -------- | ------- | ----------- | ---------- | ------------ | ------------ | ------------ | ------------ | -------- | ------ | ----------- | ---------- |
| M. Amenta       | 23       | 4       | ?           | ?          | 3            | 1            | ?            | ?            | 26       | 5      | ?           | ?          |
| G. Antognoni    | 27       | 0       | ?           | ?          | 4            | 0            | ?            | ?            | 31       | 0      | ?           | ?          |
| P. Braglia      | -        | -       | -           | -          | 1            | 0            | ?            | ?            | 1        | 0      | 0+          | 0+         |
| L. Bruni        | 14       | 0       | ?           | ?          | 1            | 0            | ?            | ?            | 15       | 0      | ?           | ?          |
| P. Carmignani   | 2        | -7      | ?           | ?          | -            | -            | -            | -            | 2        | -7     | 0+          | 0+         |
| C. Desolati     | 4        | 1       | ?           | ?          | 4            | 0            | ?            | ?            | 8        | 1      | ?           | ?          |
| A. Di Gennaro   | 21       | 3       | ?           | ?          | 1            | 0            | ?            | ?            | 22       | 3      | ?           | ?          |
| A. Ferroni (II) | 3        | 0       | ?           | ?          | -            | -            | -            | -            | 3        | 0      | 0+          | 0+         |
| R. Galbiati     | 30       | 0       | ?           | ?          | 4            | 0            | ?            | ?            | 34       | 0      | ?           | ?          |
| G. Galdiolo     | 21       | 1       | ?           | ?          | 4            | 0            | ?            | ?            | 25       | 1      | ?           | ?          |
| G. Galli        | 28       | -19     | ?           | ?          | 4            | -3           | ?            | ?            | 32       | -22    | ?           | ?          |
| G. Lelj         | 29       | 1       | ?           | ?          | 4            | 0            | ?            | ?            | 33       | 1      | ?           | ?          |
| M. Marchi       | 7        | 0       | ?           | ?          | 2            | 0            | ?            | ?            | 9        | 0      | ?           | ?          |
| A. Orlandini    | 28       | 0       | ?           | ?          | -            | -            | -            | -            | 28       | 0      | 0+          | 0+         |
| D. Pagliari (I) | 23       | 3       | ?           | ?          | 4            | 1            | ?            | ?            | 27       | 4      | ?           | ?          |
| M. Paradisi     | 1        | 0       | ?           | ?          | -            | -            | -            | -            | 1        | 0      | 0+          | 0+         |
| M. Restelli     | 28       | 1       | ?           | ?          | 4            | 0            | ?            | ?            | 32       | 1      | ?           | ?          |
| P. Rosi         | -        | -       | -           | -          | 3            | 0            | ?            | ?            | 3        | 0      | 0+          | 0+         |
| L. Sacchetti    | 8        | 0       | ?           | ?          | -            | -            | -            | -            | 8        | 0      | 0+          | 0+         |
| E. Sella        | 28       | 8       | ?           | ?          | 4            | 2            | ?            | ?            | 32       | 10     | ?           | ?          |
| A. Tendi        | 25       | 0       | ?           | ?          | 3            | 0            | ?            | ?            | 28       | 0      | ?           | ?          |
| L. Venturini    | 6        | 1       | ?           | ?          | -            | -            | -            | -            | 6        | 1      | 0+          | 0+         |

## Giovanili

### Piazzamenti

La vittoria al Torneo di Viareggio

La formazione Primavera, allenata da Nené si aggiudica il Torneo di Viareggio per la quinta volta nella storia della competizione nonché il Torneo Internazionale Città di Port-de-Bouc.
Vince anche il Campionato nazionale Dante Berretti, per la seconda volta nella sua storia, la formazione Beretti.